# Громовиков, Валерий Степанович
Валерий Степанович Громовиков (6 марта 1946 — 30 мая 2023) — российский актёр театра и кино. Заслуженный артист Российской Федерации (2001).

## Биография
Родился 6 марта 1946 года. Окончил Хабаровский государственный институт искусств и культуры по специальности «режиссура драмы». Его педагогами были В. П. Дёмин и А. Д. Никитин. Затем окончил ассистентуру-стажировку ЛГИТМиК.
Был актёром Хабаровского краевого ТЮЗа. В театре сыграл 38 ролей.
1 ноября 2001 года указом Президента России В. В. Путина актёру было присвоено почётное звание заслуженного артиста Российской Федерации. Начиная с того же года активно снимался в кино и телесериалах.
Скончался 30 мая 2023 года в возрасте 77 лет.

## Общественная позиция
В 2012 году участвовал в митинге на проспекте Сахарова. В интервью с митинга крайне негативно отозвался о Владимире Путине и Владимире Жириновском.

## Фильмография
1. 2001 — На углу, у Патриарших
2. 2003 — Желанная — Иван Иванович
3. 2003 — Таксистка
4. 2004 — Адвокат — провинциальный адвокат
5. 2004 — Всадник по имени Смерть
6. 2004 — Джек-пот для Золушки
7. 2004 — Красная площадь
8. 2004 — Охотники за иконами
9. 2004 — Против течения
10. 2004 — Только ты… или богатая Лиза
11. 2004—2013 — «Кулагин и партнёры»
12. 2005 — Гражданин начальник
13. 2005 — Две судьбы 3. Золотая клетка
14. 2005 — Дополнительное время
15. 2005 — Зона. Тюремный роман — Сергей Сергеевич Пряжкин, начальник режимной части следственного изолятора № 50/21 УИН Министерства юстиции РФ, капитан внутренней службы
16. 2005 — Сатисфакция — трактирщик
17. 2005-2006 — Люба, дети и завод… — бомж
18. 2005—2006 — Не родись красивой
19. 2006 — Большие девочки — Роберт
20. 2006 — Папа на все руки — Егорыч
21. 2006 — Седьмой день
22. 2006 — Студенты — кадровик
23. 2006-2009 — Клуб — управляющий корейским рестораном
24. 2007 — Агентство Алиби
25. 2007 — Безмолвный свидетель (2 сезон) — Лепило
26. 2007 — Бешеная
27. 2007 — Громовы. Дом надежды
28. 2007 — Детки в клетке — Олег Николаевич, режиссёр
29. 2007 — О тебе — доктор в госпитале
30. 2007 — Платина
31. 2007 — Путейцы
32. 2007 — Сваха — Тихон Данилович
33. 2007 — Служба доверия
34. 2007 — УГРО. Простые парни
35. 2008 — Автобус — Цыпурский
36. 2008 — Висяки
37. 2008 — Воротилы. Быть вместе
38. 2008 — Женщина без прошлого — Роман Заславский, коллекционер
39. 2008 — Жил-был дед
40. 2008 — Любовь-морковь 2 — учитель музыки
41. 2008 — Моя любимая ведьма — менеджер
42. 2008 — Не отрекаются любя… — первый актёр
43. 2008 — Райские яблочки
44. 2008 — Солдаты
45. 2008 — Тяжёлый песок — лабазник Исаак
46. 2008 — Шальной ангел
47. 2009 — Безмолвный свидетель (3 сезон) — сосед Большова
48. 2009 — Десантура — врач
49. 2009 — Люди Шпака — врач
50. 2009 — Счастливы вместе — Сингапурчик
51. 2009 — На всех широтах…
52. 2009 — Однажды будет любовь
53. 2009 — Паутина 3 — Голубь, наркодилер
54. 2009 — Пират и пиратка — Морис Давыдович, активист жилищного кооператива
55. 2009 — Спецкор отдела расследований
56. 2009 — Телохранитель 2
57. 2009 — Фонограмма страсти — метрдотель
58. 2009 — Час Волкова 3 — директор
59. 2009 — Кровь не вода — преподаватель института
60. 2010 — Банды
61. 2010 — Глухарь. Возвращение — пострадавший Сафонов (серия №28)
62. 2010 — Громозека
63. 2010 — Застывшие депёши
64. 2010 — Нанолюбовь — Эдуард Анатольевич Максимов, преподаватель эстетики
65. 2010 — Неудачников.net — директор завода минеральных вод
66. 2010 — Однажды в милиции
67. 2010 — Столица греха — Бульба
68. 2011 — Большие надежды — министр печати
69. 2011 — Мент в законе 4
70. 2011 — Час Волкова 5 — главврач
71. 2011 — Чёрная метка — врач скорой помощи
72. 2011 — Закрытая школа — ювелир
73. 2011 — Пыльная работа (13-я серия) — Андрей Иванович
74. 2011 — Жизнь и приключения Мишки Япончика — Матвей Пальчик
75. 2012 — Глаз божий (документальный) — Александр Герасимов
76. 2012 — Убить Дрозда — Колибри
77. 2013 ― Операция «Кукловод» ― Виктор Николаевич Бекетов, доцент
78. 2013 ― Молодёжка ― учитель химии у Бакина
79. 2013 — Кухня — Иван Соломонович (серия №46)
80. 2014 — Умельцы (телесериал) — антиквар
81. 2016 — Анна-детективъ — Хватов, цирюльник
82. 2019 — Гадалка — Владлен Афанасьевич
83. 2019 — Зелёный фургон. Совсем другая история — Бабочкин, медэксперт
84. 2019 — Погнали
85. 2019 — Убийства по пятницам-2 — профессор
86. 2019—2020 — След
87. 2021 — Шифр-2 — Ефим Ильич Протасов